# Frostavallen-Ullstorp
Frostavallen-Ullstorp är ett naturreservat i Höörs kommun.
Reservatet består till största delen av lövskog med bok som dominerande trädslag,  i området finns det även åkrar, betesmarker och sankmarker. Reservatet avsattes huvudsakligen för friluftsliv och rekreation. Frostavallen-Ullstorp ingår i Frostavallens strövområde, som har ett flertal vandringsleder i området Dagstorp – Frostavallen – Ullstorp. Flera av lederna har anlagts inom projekt Frostavallen-Dagstorp som pågått mellan åren 2005–2010. Ett av projektets syften har varit att förbättra tillgängligheten till Vaxsjön och Frostavallen, ett strövområde som var populärt redan på 1930-talet. Vaxsjö-slingan är anpassad för rullstol och barnvagn.
Strax söder om naturreservatet ligger Skånes Djurpark.

## Vägbeskrivning
Från riksväg 13 strax norr om Höör tar man av mot Skånes Djurpark. Naturreservatet ligger cirka 1,3 km norr om djurparken.